# Mitridate (album)
Mitridate è l'album in studio d'esordio del rapper italiano Axos, pubblicato per l'etichetta Bullz Records.

## Il disco
Il disco è stato anticipato dal singolo Liberami dal male, l'opening track dell'album stesso, pubblicato il 3 febbraio 2016. Benché la pubblicazione ufficiale risalga al marzo 2016, l'album è stato reso disponibile da Axos stesso in uno streaming digitale di 24 ore il 22 febbraio precedente.
Si tratta di un album dominato da un'atmosfera cupa e tetra, in cui il pessimismo fa da padrone. La stilizzazione estetica del titolo dell'album stesso non può che anticipare ciò: «Mitridate» è infatti l'anagramma di «mi tradite». Tra i temi ricorrenti, vi sono l'insofferenza personale, la rabbia e l'odio. Lo stesso riferimento a Mitridate, personaggio storico dell'epoca dell'antica Roma, è voluto: citando la diceria sulla sua resistenza ai veleni, Axos ha dichiarato che il rispecchiarsi in questo sovrano indica «non avere punti deboli», e soprattutto abituarsi a «vivere come uno sciamano moderno consapevole che la felicità si possa trovare solamente accettando e attraversando il dolore».

## Accoglienza
Pur essendo stato pubblicato in un'esigua quantità di copie fisiche, il disco ha riscosso un certo successo nell'underground rap, sia per le produzioni musicali di alta qualità, sia per le liriche ed i flow adottati dall'artista milanese.
È stato inoltre fatto notare dalla critica che, benché il cupo pessimismo sia dominante in quest'album, l'intento di Axos sia anche quello di istruire l'ascoltatore (e se stesso) ad assumere a dosi la negatività esterna, per imporre ad affrontarla.

## Tracce
1. Liberami dal male – 3:25
2. NBK (feat. Lanz Khan) – 3:09
3. La pluie – 3:34
4. Picca picche e glen (feat. Jack the Smoker, MRB) – 4:07
5. Spectrum – 3:53
6. Black Mamba – 2:36
7. I Saw God On a Road Trip – 3:33
8. Ricco mai (feat. Lazza) – 4:59
9. Come me – 3:32
10. Kill the Radio (feat. Nerone) – 4:15
11. Six Pills (feat. Stide) – 4:26
12. Poison (feat. Santiago) – 3:10
13. Polvere – 2:37

Tracce bonus nell'edizione deluxe
1. MiTradite 17.5 – 4:33

## Formazione

### Musicisti
- Axos – voce
- Lanz Khan – voce aggiuntiva (traccia 2)
- Jack the Smoker – voce aggiuntiva (traccia 4)
- MRB – voce aggiuntiva (traccia 4)
- Lazza – voce aggiuntiva (traccia 8)
- Nerone – voce aggiuntiva (traccia 10)
- Stide – voce aggiuntiva (traccia 11)
- Santiago – voce aggiuntiva (traccia 12)

### Produzione
- Garelli – produzione (traccia 1)
- Chevo Biz – produzione (tracce 2, 5)
- Low Kidd – produzione (tracce 3, 6, 12)
- Aly Armando – produzione (tracce 4, 10)
- Salmo – produzione (traccia 7)
- Yazee – produzione (tracce 7, 10, 13)
- Lazza – produzione (traccia 8)
- Biggie Paul – produzione (tracce 9, 14)
- Pitto Stail – produzione (traccia 11)
- Lexotan – produzione (traccia 11)